# إسكندنافيوية

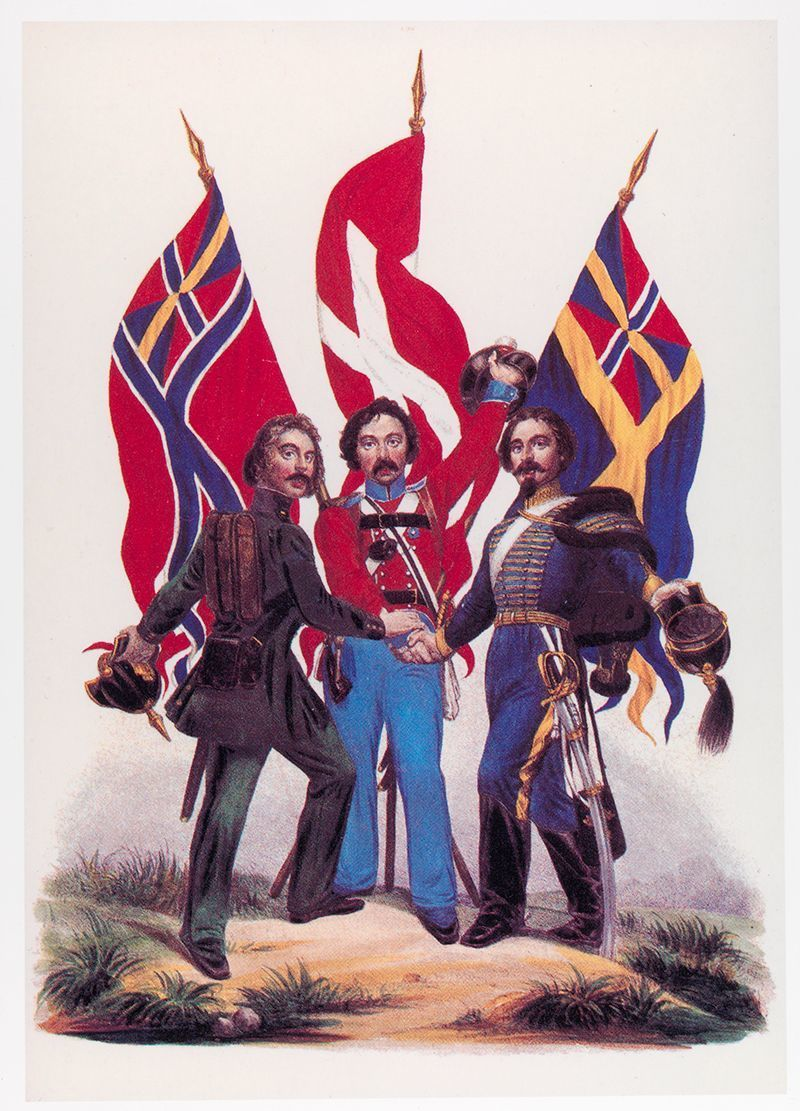
ملصق دعائي يعود للقرن التاسع عشر لـ(من اليمين إلى اليسار) 3 جنود من السويد و الدنمارك و النرويج ضامين أيديهم

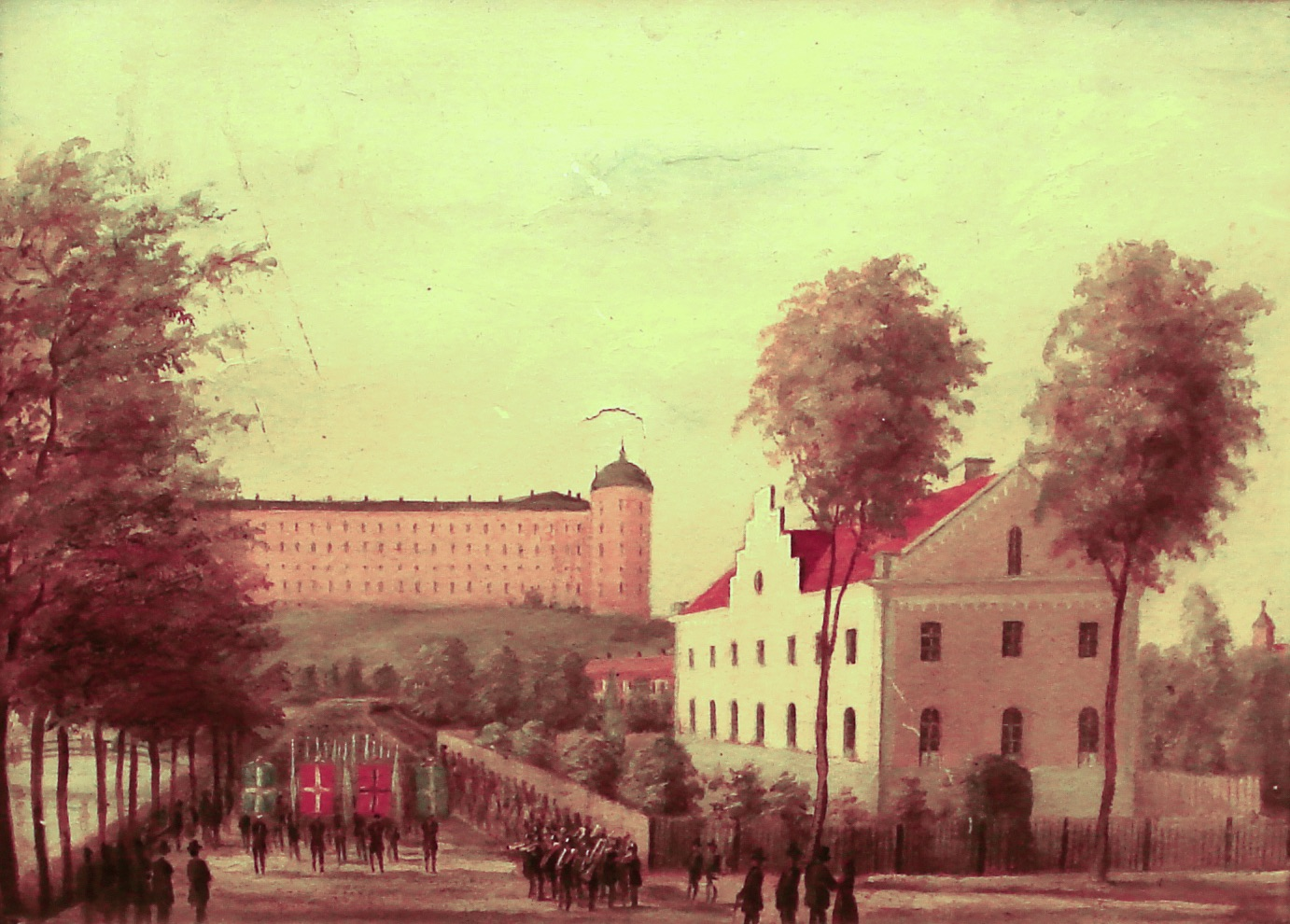
إجتماع لطلاب إسكندنافيين في أوبسالا، السويد في 1856.

الإسكندنافيوية (و تعرف أيضاً بـرابطة الشعوب الإسكندنافية) (بالسويدية:Skandinavism، بالدنماركية: Skandinavisme) أو الشمالوية أو النوردوية حركة أدبية وسياسية تدعم بدرجاتٍ مختلفة التعاون بين الدول الإسكندنافية أو الشمالية. الإسكندنافيوية أو الشمالوية مصطلحين متبادلين لحركة أدبية، ولغوية، وثقافية تهدف إلى تعزيز الماضي الشمالي المشترك، والتراث الثقافي المشترك، والأساطير الإسكندنافية المشتركة، والجذور اللغوية المشتركة في النوردية القديمة، التي أدت إلى تشكيل دوريات ومجتمعات مشتركة لدعم اللغات والآداب الإسكندنافية. ومع ذلك، فإن الإسكندنافيوية السياسية والشمالوية السياسية حركتين سياسيتين مختلفتين برزتا في أوقاتٍ مختلفة.

## الإسكندنافيوية السياسية
توازت الإسكندنافيوية السياسية في القرن التاسع عشر مع حركتي توحيد كلاً من إيطاليا وألمانيا. ولكن على عكس نظيرتيها الألمانية والإيطالية فمشروع بناء الدولة الإسكندنافية لم يكن ناجحاً ولم يعد يسعى إليه أحد. كانت في ذروتها في منتصف القرن التاسع عشر وكانت تدعم فكرة أن تكون إسكندنافيا منطقة متحدة أو أمة واحدة، مستندةً على تراث إثني ولغوي وسياسي وثقافي مشترك في الدول الإسكندنافية، السويد، والدنمارك، والنرويج. (يُشار إلى هذه الدول الثلاثة بـ«الأخوة الثلاثة» في المقطع الشعري السادس في النشيد الوطني النرويجي.)
بادر بهذه الحركة الطلاب الجامعيون السويديون والدنماركيون في أربعينات القرن التاسع عشر، بقاعدة في سكانيا. في البداية، كانت المؤسستان السياسيتان في الدولتين مرتابتان من الحركة، بما في ذلك الملكين المطلقين كريستيان الثامن وكارل الرابع عشر مع «حكومته ذات الرجل الواحد». ولذلك، قامت الشرطة في الدنمارك بوضع أنصار الإسكندنافيوية تحت مراقبة شديدة.
أصبح هانس كريستيان أندرسن نصيراً للإسكندنافيوية بعد زيارته للسويد في 1837، وألزم نفسه بكتابة قصيدة لتبين علاقة السويديين، والدنماركيين، والنرويجيين. كان ذلك في تموز 1839 خلال زيارته لجزيرة فين عندما كتب أندرسن أولاً نص قصيدته Jeg er en Skandinav («أنا إسكندنافي»). ألف أندرسن القصيدة ليمسك «جمال الروح الشمالية، الطريقة التي نمت فيها الأمم الثلاثة الشقيقة معاً تدريجياً»، كجزء من النشيد الوطني الإسكندنافي. قام المؤلف الموسيقي أوتو ليندبلاند بوضع لحن للقصيدة، ونُشر اللحن في كانون الثاني 1840. وبلغت شعبيته ذروتها في 1845، بعد أن كانت نادراً ما تُغنى. أمضى أندرسن أسبوعين في قصر أوغستنبرغ في خريف 1844.
تحسنت العلاقة مع الدنمارك عندما أصبح أوسكار الأول ملكاً على السويد و النرويج وبدأت الحركة تكسب دعماً من الصحف الليبرالية مثل Fædrelandet وأفتون بلادت التي رأت أنها وسيلة لمواجهة القوى المحافِظة التي كانت سائدة في جميع أنحاء أوروبا. أثناء الحرب بين الدنمارك وبروسيا في 1848، قامت السويد (التي كانت في اتحاد مع النرويج) بتقديم دعم على شكل قوة نرويجية-سويدية استطلاعية، رغم أن القوة لم تشهد القتال أبداً. لم تتعافى الحركة أبداً بعد الحرب الدنماركية-الألمانية الثانية على شلسفيغ، عندما رفضت الحكومة السويدية الانضمام إلى تحالف ضد القوة الألمانية الصاعدة في القارة.
في عام 1872، أُسست بلدة دانفيركه في نيوزلندا على أيدي المستوطنين الدنماركيين، والسويديين، والنرويجيين. قاموا بتسمية البلدة تيمناً بدانفيركه، وهو خط تحصين واسع النطاق يعود إلى عصر الفايكنغ والذي كان دور رمزي عاطفي قوي للدنماركيين في القرن التاسع عشر، والذي سقط في في أيدي الألمان في 1864 ولم ينجح تكوين تحالف إسكندنافي للدفاع عنه.

## الشمالوية السياسية
قُدمت الشمالوية السياسية مع الرابطة الشمالية والتي بدأت من مبادرات سويدية في 1919. تشمل الحركة فنلندا، وآيسلندا، والإقليمين الدنماركيين جرينلاند وجزر فارو ولديها قاعدة فكرانية في التكامل والتعاون الاقتصادي لبلاد الشمال مدعوم من قبل المجلس الشمالي. تم وصفها بـ«القومية التعاونية». بدأت تقل دلالة المجلس الشمالي بعد أن دخلت الدنمارك في السوق الأوروبية المشتركة في 1973. وفقدت الرابطة أهميتها بعد أن دخلت كلاً من السويد وفنلندا الإتحاد الأوروبي في 1995. وبالرغم من أن النرويج اختارت أن لا تدخل الإتحاد عبر استفتائين في 1974 و 1994 فلديها معاهدات مختلفة مع الإتحاد الأوروبي وهي عضو في اتفاقية شنغن مثل آيسلندا.

## الوضع الراهن
بعد الحرب العالمية الثانية، أنشأ عقدٌ من التكامل بين بلدان الشمال مبادرات وهيئات حكومية دولية مثل الاتحاد الشمالي لجوازات السفر، والمجلس الشمالي، والخطوط الجوية الإسكندنافية. غير أن التعاون الشمالي قد قُوض في فترة الحرب الباردة؛ لأن السويد وفنلندا لم يدخلا حلف الناتو. قُوّض التكامل الشمالي بسبب التكامل الأوروبي ودخول السويد والدنمارك وفنلندا في الإتحاد الأوروبي بدون النرويج وآيسلندا.
كتب المؤرخ والاقتصادي السويدي غونار فيتّربيري (Gunnar Wetterberg) كتاباً أُدخل في الكتاب السنوي للمجلس الشمالي يقترح به تكوين فدرالية شمالية. سوف تتعامل مع الشؤون الخارجية، الأمن على المستوى الفدرالي، وتنسيق السياسات الاقتصادية وسياسات سوق العمل؛ ولكنها ستترك معظم السلطات على المستوى الوطني. يرى إقليماً شمالياً موحداً كتطور طبيعي ولاعباً رئيسياً محتملاً في الإتحاد الأوروبي ومجموعة العشرين. ومع ذلك، فهو يرى تكوين هذه الدولة يحتاجُ عقوداً.

## اقرأ أيضاً
- القومية الرومانسية